# 擋切戰術
擋切，又譯為擋拆，是篮球比赛中常见兩人以上的進攻戰術。

## 運作原則
在擋切戰術中，進攻的A隊由一個无持球隊員站定擔任掩護墙（pick，screen，又稱單擋），A隊运球者朝向掩護牆運球靠近，隨後防守運球者的B隊球员跟防過去則会被墙阻擋，此时先前做墙的A隊无球队員轉身（roll）向内线切，伺機接传球，然后可以上篮得分，或执行下一个战术。掩护者在掩護的时候不能张开两臂来挡，也不能移动，否则是“移动挡拆”，或稱“非法掩護”，属于進攻犯规。簡言之，擔任掩護者先“擋”人，後朝籃框方向“切”進，即是其意。
挡拆战术简单好學，而且相當有效，也有很多变形。运球队员过了掩护墙之后如果防守队员没有跟上来可以直接切入突破，或拉开空间可以直接投篮，也可以再和下一个队友做第二次挡切。

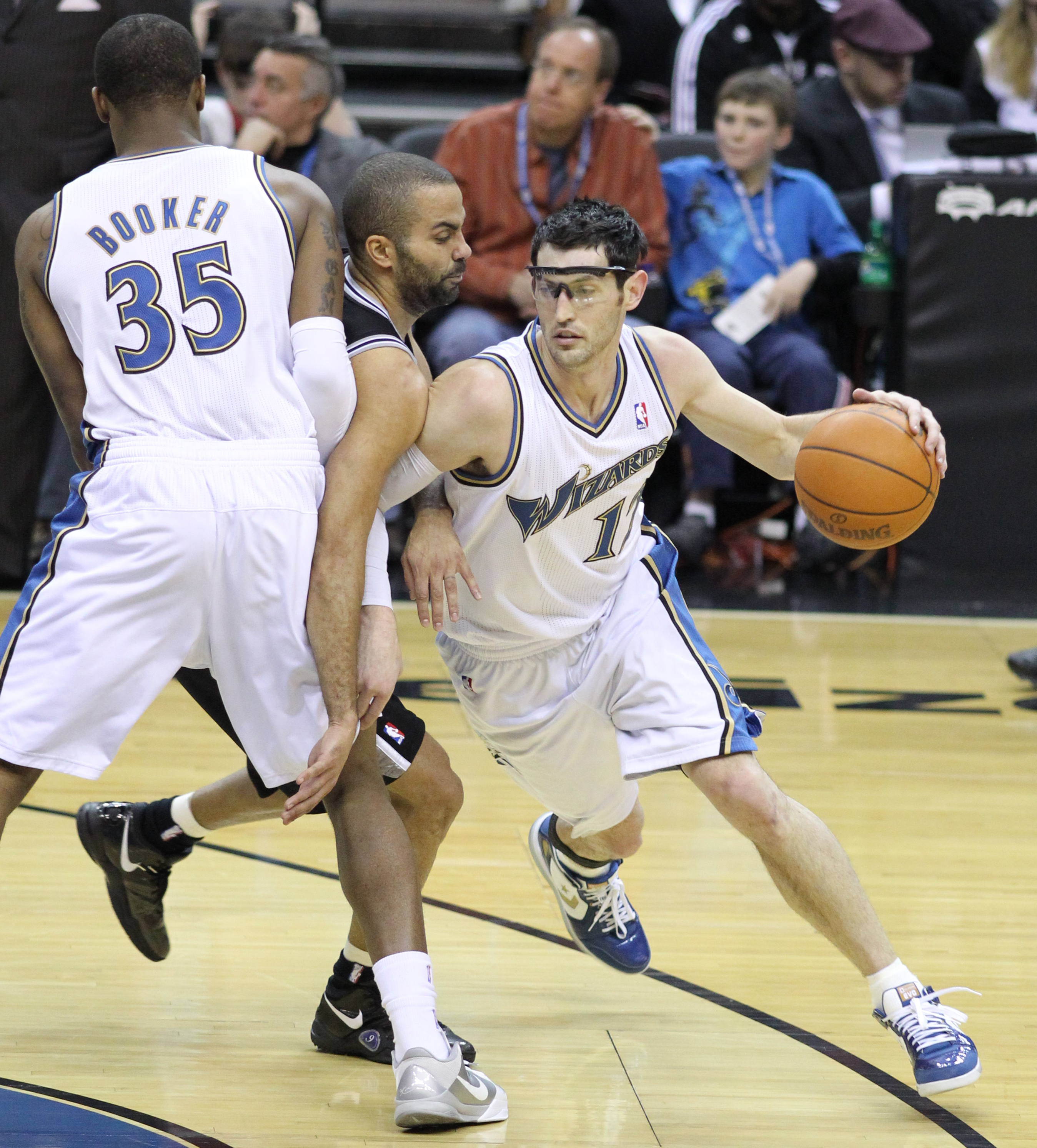
白队的球员（左）正在为队友（右）阻挡黑队球员（中）

擋拆也不只能用在讓禁區球員跟進來（pick and roll），還有幫原先做掩護的射手拉開投射空間的pick and pop。
進攻方必由無持球球員擔任掩護者，若是為持球隊員進行掩護，則稱為“強邊掩護”，若是為非持球隊員進行掩護，則稱為“弱邊掩護”。

## 經典組合

### NBA
- 1990年代猶他爵士约翰·斯托克顿與卡爾·馬龍
- 凤凰城太阳纳什和斯塔德迈尔
- 圣安东尼奥马刺的GDP三巨頭（邓肯、帕克和吉诺比利）
- 丹佛金塊的尼古拉·約基奇和賈邁爾·莫瑞
- 洛杉磯湖人的雷霸龍·詹姆士和安東尼·戴維斯
- 金州勇士的史蒂芬·柯瑞和卓雷蒙·格林

## 對付擋拆
防守挡拆可根据对方球员的情况采取不同策略，常用的方式有换防、对持球队员包夹和内线补防。